# 甘露 (前秦)
甘露（かんろ）は、五胡十六国時代、前秦の君主苻堅の治世で使用された元号。359年6月 - 364年。

## 西暦・干支との対照表
| 甘露 | 元年  | 2年   | 3年   | 4年   | 5年   | 6年   |
| 西暦 | 359年 | 360年 | 361年 | 362年 | 363年 | 364年 |
| 干支 | 己未  | 庚申  | 辛酉  | 壬戌  | 癸亥  | 甲子  |